# Frankland Range
Frankland Range är en bergskedja i Australien. Den ligger i delstaten Tasmanien, i den sydöstra delen av landet, omkring 100 kilometer väster om delstatshuvudstaden Hobart. Frankland Range ligger vid sjön Bluff Tarn.
I omgivningarna runt Frankland Range växer i huvudsak städsegrön lövskog. Trakten runt Frankland Range är nära nog obefolkad, med mindre än två invånare per kvadratkilometer. Genomsnittlig årsnederbörd är 1 932 millimeter. Den regnigaste månaden är juli, med i genomsnitt 232 mm nederbörd, och den torraste är februari, med 84 mm nederbörd.